# Jean-Baptiste de La Curne de Sainte-Palaye
Jean-Baptiste de La Curne de Sainte-Palaye, född den 6 juni 1697 i Auxerre, död den 1 mars 1781 i Paris, var en fransk filolog.
Sainte-Palaye, som blev medlem av Franska akademien 1758, var en av de första, som ägnade den fornfranska och fornprovensalska litteraturen ett i viss mån vetenskapligt studium. Resultaten av hans arbete finns till större del nedlagda i 23 foliovolymer, innehållande anteckningar, avskrifter av medeltida litteraturalster och andra dokument, vilka förvaras på Nationalbiblioteket i Paris och med fördel nyttjats av senare filologer. 
Bland hans utgivna arbeten märks Les amours du bon vieux temps (översättning av "Aucassin och Nicolette", 1756), Mémoire sur l'ancienne chevalerie (3 band, 1759-81; ny upplaga av Nodier i 2 band, 1826) samt Dictionnaire historique de l'ancien langage francais. Detta verk, varav endast en del av bokstaven A färdigredigerades och trycktes under författarens livstid, utgavs 1878-82 i 10 volymer av Léopold Favre. Det har formen av en obearbetad materialsamling och kan numera inte tillmätas något egentligt värde.